# Station Hove (Engeland)
Hove is een spoorwegstation van National Rail in de plaats Hove, Brighton and Hove in Engeland. Het station is eigendom van Network Rail en wordt beheerd door Southern. Het station is Grade II listed.

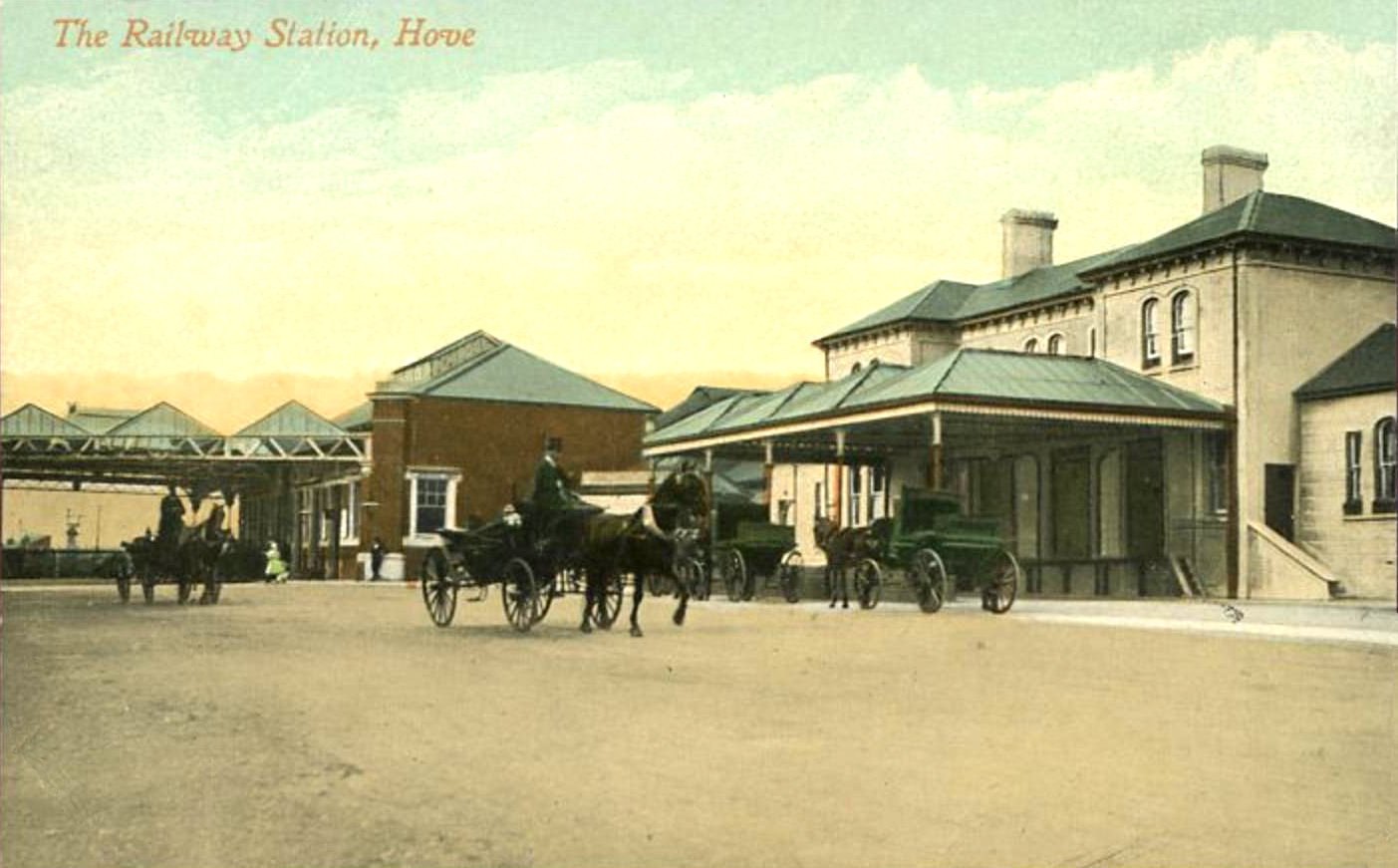
Station Hove, circa 1914